# Шаолінське мистецтво Орла і Журавля
Шаолінське мистецтво Орла і Журавля (англ. назва Snake & Crane Arts of Shaolin) — гонконгський фільм, з Джекі Чаном у головній ролі. Кінофільм вийшов на екрани в 1978 році.

## Сюжет
Сюй Інфен — молодий боєць, в руки якого потрапила цінна книга з техніки кун-фу «Мистецтво Змії і Журавля». Охочих дістати цей посібник пре-достатньо, і від усіх Сюю доводиться відбиватися. Попутно він намагається з'ясувати, що сталося з шаолінськими майстрами, що написали цю книгу.